# 나우뉴스
나우뉴스(nownews.seoul.co.kr)는 2007년 서울신문이 처음 창간한 온라인 글로벌 뉴스 매체이다. 2016년부터 네이버 뉴스스탠드 서비스에도 편입됐다. '지구촌 별별이야기'라는 캐치프레이즈를 걸고 전 세계 곳곳에서 벌어지는 글로벌 이슈와 과학, 우주, 무기 등 전문 영역의 콘텐츠를 뉴스로 선보이고 있다.
중국, 남미, 동남아, 대만 등에 통신원을 두고 세계 현장의 소식을 전한다. 전문 분야는 ▲이광식의 천문학 ▲고든 정의 TECH+ ▲최현호의 무기 인사이드 ▲조현석 기자의 투어노트 ▲핵잼 사이언스 ▲아하! 우주 ▲다이노+ 등이 있다. 국제 이슈는 ▲월드피플+ ▲이슈 포착 등의 심층 콘텐츠를 제공한다.

## 관련 매체
- 서울신문
- 트윅24
- 서울En